# Stadtwerke Mühlheim am Main
Die Stadtwerke Mühlheim am Main GmbH sind der regionale Versorger der Stadt Mühlheim am Main.

## Unternehmen

### Aufgaben und Angebot
Neben der Versorgung mit Erdgas, Strom und Wasser gehört der Betrieb der Schwimmbäder zur Aufgabe der Stadtwerke.
Die Stadtwerke bieten auch ein Wärme-Contracting sowie ein entsprechendes Modell für Photovoltaik an. Zudem sind sie im Bereich der Elektromobilität aktiv, beraten, bauen Wallboxen ein und betreiben einige Ladestationen.

### Eigentümer
Das Stammkapital der Stadtwerke beläuft sich auf 6,5 Millionen Euro. Einziger Anteilseigner ist die Stadt Mühlheim am Main. Der Bürgermeister der Gemeinde, Dr. Alexander Krey, fungiert als Vorsitzender des Aufsichtsrates.

### Daten und Fakten
| Angabe                                 | Erdgas          | Strom          | Wasser       |
| -------------------------------------- | --------------- | -------------- | ------------ |
| Gesamtabgabe (2020, inkl. Fremdkunden) | 151.261.000 kWh | 69.531.566 kWh | 1.496.994 m³ |
| Länge der Leitungen (2021)             | 70,0 km         | 275,8 km       |              |
| Anzahl der Entnahmestellen (2021)      | 4.077           | 17.439         |              |

## Historie
Das Unternehmen wurde als Eigenbetrieb der Stadt Mühlheim am Main gegründet. Die Gasversorgung wurde 1970 an die Maingas AG verkauft. Es erfolgte die Umstellung von Stadtgas auf Erdgas. Im Jahre 1977 übernahmen die Stadtwerke im Zuge der Gebietsreform die Wasserversorgung im Stadtteil Lämmerspiel, die Stromversorgung folgte 1992 durch Kauf von der EVO AG.
Zuvor erfolgte 1982 die Umwandlung des Eigenbetriebs in eine Kapitalgesellschaft (GmbH). Im Jahre 1995 wurde die Gasversorgung von Maingas AG zurückgekauft. In den Folgejahren übernahmen die Stadtwerke schrittweise von der Stadt Mühlheim Infrastruktur und übernahmen deren Betrieb: das Hallenbad im Jahr 1996, 2000 die Straßenbeleuchtung, den ÖPNV im Folgejahr und schließlich das Freibad im Jahr 2003.